# Agyrta varuna
Agyrta varuna là một loài bướm đêm thuộc phân họ Arctiinae, họ Erebidae.